# 博纳比塔科洛
博纳比塔科洛（義大利語：Buonabitacolo），是意大利萨莱诺省的一个市镇。总面积15.36平方公里，人口2628人，人口密度171.1人/平方公里（2009年）。ISTAT代码为065018。